# Yoshinori Abe
Yoshinori Abe (jap. 阿部 良則 Abe Yoshinori; ur. 10 września 1972) – japoński piłkarz występujący na pozycji napastnika.

## Kariera klubowa
Od 1991 do 2001 roku występował w klubach Verdy Kawasaki, Vegalta Sendai, Tosu Futures, Shonan Bellmare i Kawasaki Frontale.